# 4.ª edición de los Premios Óscar
La 4.ª edición de los Premios Óscar se celebró el 10 de noviembre de 1931 en el Biltmore Hotel de Los Ángeles, California y fue conducida por Lawrence Grant. Las películas seleccionables para esta edición debían haberse estrenado en Los Ángeles entre el 1 de agosto de 1930 y el 31 de julio de 1931.
Durante la ceremonia, Jackie Cooper, que tenía entonces 9 años y estaba nominado como mejor actor por su papel en Skippy, se quedó dormido sobre el hombro de la actriz nominada Marie Dressler. Cuando Dressler fue anunciada como ganadora del premio a la mejor actriz, Cooper tuvo que ser acomodado sobre el regazo de su madre.
Cimarrón se convirtió en el primer Wéstern ganador del premio a la mejor película, y fue el único en lograrlo durante 59 años (hasta la victoria de Dances with Wolves en 1991). La película recibió la, por entonces, cifra récord de 7 nominaciones, y fue la primera película en lograr más de 2 premios.
Jackie Cooper fue la primera estrella juvenil en recibir una nominación, y fue el nominado más joven durante cerca de 50 años. Actualmente, es el segundo nominado más joven de toda la historia de los premios y el único menor de 18 años nominado en la categoría de mejor actor.
El ganador del premio al mejor actor, Lionel Barrymore, se convirtió en la primera persona en recibir nominaciones en múltiples categorías, tras su nominación en la categoría de mejor director por La mujer X en la 2.ª edición.
Además, Cimarrón y A Free Soul se convirtieron en las primeras películas en recibir varias nominaciones interpretativas.

## Ganadores y nominados[1]

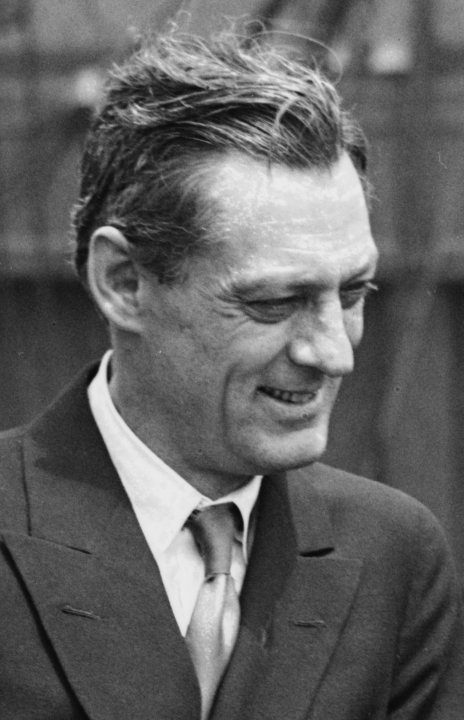
Lionel Barrymore ganó el Óscar al mejor actor por A Free Soul.

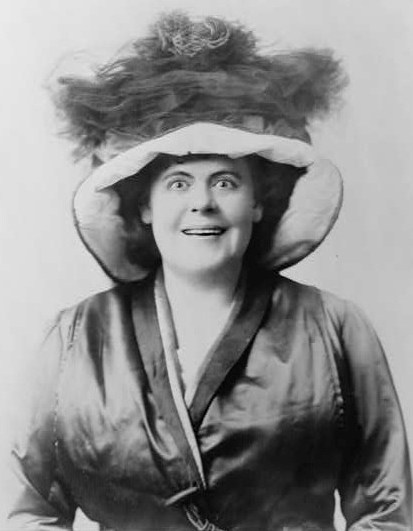
Marie Dressler fue la ganadora del Óscar a la mejor actriz por Min and Bill.

1. Los ganadores están listados primero y destacados en negritas. ⭐
2. El título en español se encuentra entre paréntesis.

| Producción sobresaliente - Cimarron (Cimarrón) — RKO Pictures⭐ - East Lynne (Vidas truncadas) — Fox Film Co. - The Front Page (Un gran reportaje) — United Artists - Skippy — Paramount Pictures - Trader Horn — Metro-Goldwyn-Mayer | Mejor dirección - Norman Taurog - Skippy⭐ - Wesley Ruggles – Cimarron (Cimarrón) - Clarence Brown – A Free Soul (Un alma libre) - Lewis Milestone – The Front Page (Un gran reportaje) - Josef Von Sternberg – Morocco (Marruecos) |
| Mejor actor - Lionel Barrymore – A Free Soul (Un alma libre) como Stephen Ashe⭐ - Jackie Cooper – Skippy como Skippy Skinner - Richard Dix – Cimarron (Cimarrón) como Yancey Cravat - Fredric March – The Royal Family of Broadway como Tony Cavendish - Adolphe Menjou – The Front Page (Un gran reportaje) como Walter Burns                                                         | Mejor actriz - Marie Dressler – Min and Bill (Fruta amarga) como Min Divot⭐ - Marlene Dietrich – Morocco (Marruecos) como Amy Jolly - Irene Dunne – Cimarron (Cimarrón) como Sabra - Ann Harding – Holiday como Linda Seton - Norma Shearer – A Free Soul (Un alma libre) como Jan Ashe |
| Mejor argumento - The Dawn Patrol (La escuadrilla del amanecer) – John Monk Saunders⭐ - The Doorway to Hell (La senda del crimen) – Rowland Brown - Laughter (Falsa personalidad) – Harry d'Abbadie d'Arrast, Douglas Doty y Donald Ogden Stewart - The Public Enemy (El enemigo público) – John Bright y Kubec Glasmon - Smart Money (Dinero fácil) – Lucien Hubbard y Joseph Jackson | Mejor adaptación - Cimarron (Cimarrón) – Howard Estabrook; a partir de la novela de Edna Ferber ⭐ - The Criminal Code (El código penal) – Seton I. Miller y Fred Niblo Jr.; basado en la obra de Martin Flavin - Holiday – Horace Jackson; a partir de la obra de Philip Barry - El pequeño César / Hampa dorada (Little Caesar) – Francis Edward Faragoh y Robert N. Lee; basado en la novela de W. R. Burnett - Skippy – Joseph L. Mankiewicz y Sam Mintz; a partir de la tira cómica de Percy Crosby |
| Mejor dirección de arte - Cimarron (Cimarrón) – Max Rée⭐ - Just Imagine (1980, una fantasía del porvenir) – Stephen Goosson y Ralph Hammeras - Morocco (Marruecos) – Hans Dreier - Svengali – Anton Grot - Whoopee! – Richard Day | Mejor fotografía - Tabú (Tabú) – Floyd Crosby⭐ - Cimarron (Cimarrón) – Edward Cronjager - Morocco (Marruecos) – Lee Garmes - The Right to Love – Charles Lang - Svengali – Barney McGill |
| Mejor sonido - Departamento de sonido de Paramount Publix⭐ - Departamento de sonido de Metro-Goldwyn-Mayer - Departamento de sonido de RKO Radio - Departamento de sonido de Samuel Goldwyn-United Artists | |

## Premios y nominaciones múltiples
| Película        | Nominaciones | Premios |
| --------------- | ------------ | ------- |
| Cimarron        | 7            | 3       |
| Skippy          | 4            | 1       |
| A Free Soul     | 3            | 1       |
| The Dawn Patrol | 1            | 1       |
| Min and Bill    | 1            | 1       |
| Tabu            | 1            | 1       |
| Morroco         | 4            | 0       |
| The Front Page  | 3            | 0       |
| Holiday         | 2            | 0       |
| Svengali        | 2            | 0       |